# Titan(III)-iodid
Titan(III)-iodid ist eine anorganische chemische Verbindung des Titans aus der Gruppe der Iodide.

## Gewinnung und Darstellung
Titan(III)-iodid kann durch Reaktion von Titan mit Iod gewonnen werden.
{\displaystyle \mathrm {2\ Ti+3\ I_{2}\longrightarrow 2\ TiI_{3}} }
Es kann auch durch Reduktion von Titan(IV)-iodid mit Aluminium gewonnen werden.

## Eigenschaften
Titan(III)-iodid liegt in Form  violettschwarzer, nadelförmiger Kristalle vor, die beim Erhitzen im Hochvakuum bis 300 °C beständig sind und sich ab 310 °C in Titan(II)-iodid und Titan(IV)-iodid zersetzen. Die Verbindung besitzt eine hexagonale Kristallstruktur mit der Raumgruppe P63/mcm (Raumgruppen-Nr. 193) (a = 714,6 pm, c = 650,2 pm). Es existiert auch eine Modifikation bei niedriger Temperatur mit einer orthorhombischen Kristallstruktur (Zirconium(III)-iodid-Struktur) und der Raumgruppe Pmnm (Nr. 59, Stellung 3).